# Fàbrica AEG (Terrassa)
La Fàbrica AEG és un antic edifici industrial de Terrassa (Vallès Occidental), situat al barri d'Ègara, protegit com a bé cultural d'interès local.

## Descripció
L'edifici protegit, de grans dimensions, forma part del conjunt industrial de la Fàbrica AEG. És una construcció de planta rectangular, amb planta baixa i tres pisos. L'ordenació de les façanes segueix una composició horitzontal, amb obertures rectangulars arrenglerades longitudinalment, línia d'imposta i cornisa de coronament. Hi ha centrada una gran porta d'accés rectangular que presenta una motllura exterior d'emmarcament sobresortint de pedra artificial, material també emprat al resseguiment de les finestres del primer i el segon pis, i a l'ampit de les del pis superior, disposades en nombre doble.

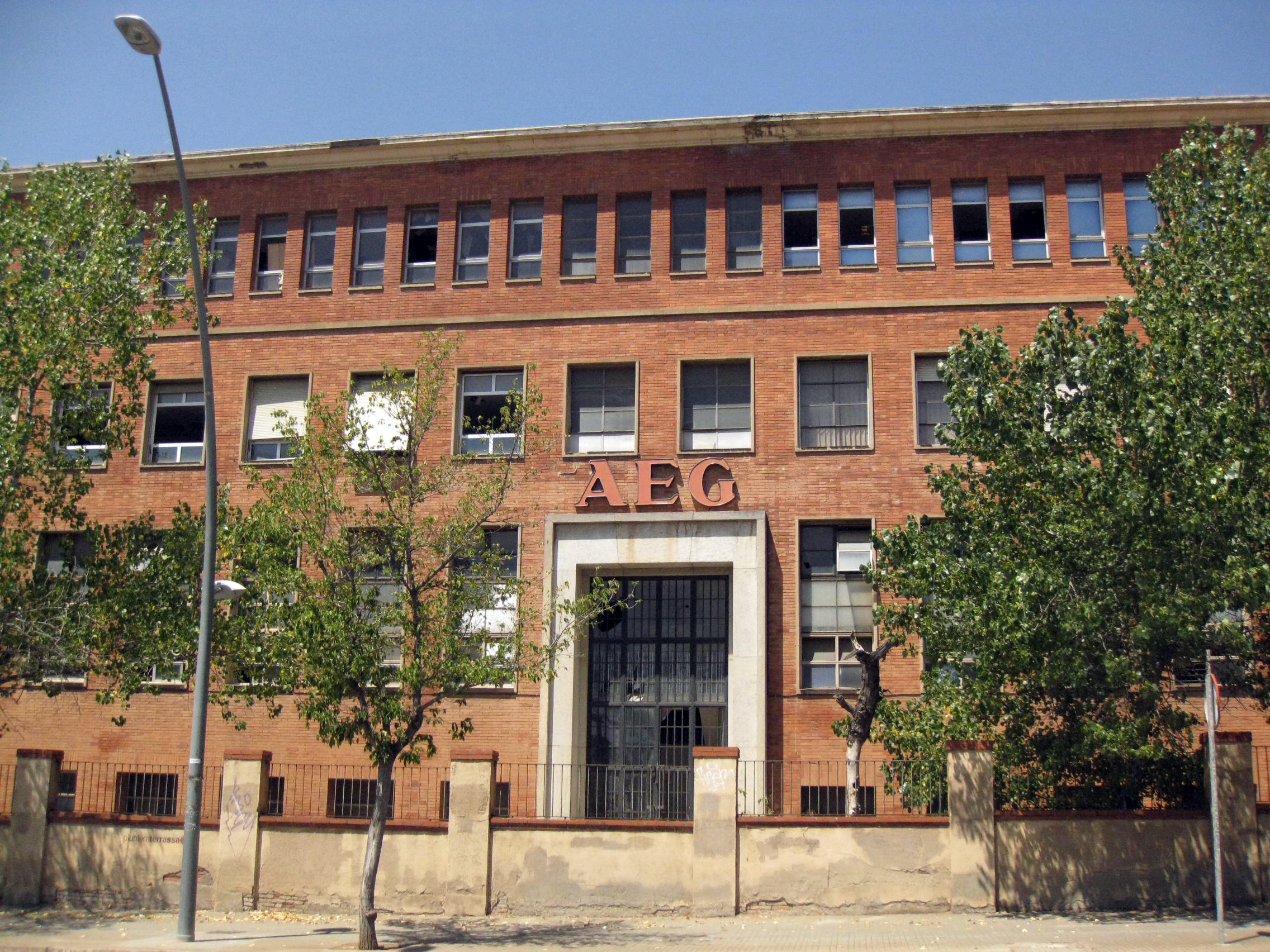
Detall de la façana, amb la gran porta d'accés

## Història
L'arquitecte Ignasi Escudé va realitzar aquest cos davanter de la Fàbrica AEG l'any 1940. L'empresa, dedicada a la fabricació de components industrials i motors, té l'origen en La Electra Industrial, creada el 1910 i comprada per l'empresa alemanya AEG a l'acabament de la guerra civil, en què es va construir la nova fàbrica de la carretera de Castellar.